# Jean 1. af Bourbon-La Marche
Jean 1. af Bourbon-La Marche (Jean 1., greve af La Marche) (født 1344, død 11. juni 1393) var greve af La Marche fra 1362 til 1393. Han var tipoldesøn af kong Ludvig 9. af Frankrig (død 1270), og han blev tiptiptipoldefar til kong Henrik 4. af Frankrig. 
Som tolvårig deltog Jean 1. i Slaget ved Poitiers.

## Familie
Jean 1. var søn af grev Jakob 1. af Bourbon-La Marche og Jeanne af Châtillon. 
Jean 1. var gift  Catherine af Vendôme (1354–1412). De fik syv børn. Deres næstældste søn Ludvig 1. af Bourbon-Vendôme arvede Vendôme fra sin mor.